# Cyrtanthus labiatus
Cyrtanthus labiatus är en amaryllisväxtart som beskrevs av Robert Allen Dyer. Cyrtanthus labiatus ingår i släktet Cyrtanthus, och familjen amaryllisväxter. Inga underarter finns listade i Catalogue of Life.